# Tanacetum vulgare
Il tanaceto (Tanacetum vulgare L., 1753) è una specie di pianta angiosperma dicotiledone della famiglia delle Asteraceae (sottofamiglia Asteroideae, tribù Anthemideae (Eurasian grade) e sottotribù Anthemidinae).

## Etimologia
Il nome generico (Tanacetum), derivato dal latino medioevale  “tanazita” che a sua volta deriva dal greco ”athanasia” (= immortale, di lunga durata) probabilmente sta a indicare la lunga durata dell'infiorescenza di questa pianta; in altri testi si fa riferimento alla credenza che le bevande fatte con le foglie di questa pianta conferissero vita eterna. L'epiteto specifico (vulgare) indica che si tratta di una specie molto comune.

Il binomio scientifico attualmente accettato (Tanacetum vulgare) è stato proposto da Carl von Linné (Råshult, 23 maggio 1707 – Uppsala, 10 gennaio 1778) biologo e scrittore svedese, considerato il padre della moderna classificazione scientifica degli organismi viventi, nella pubblicazione Species Plantarum del 1753.

In lingua tedesca questa pianta si chiama Rainfarn; in francese si chiama Tanaisie vulgaire; in inglese si chiama Tansy.

## Descrizione

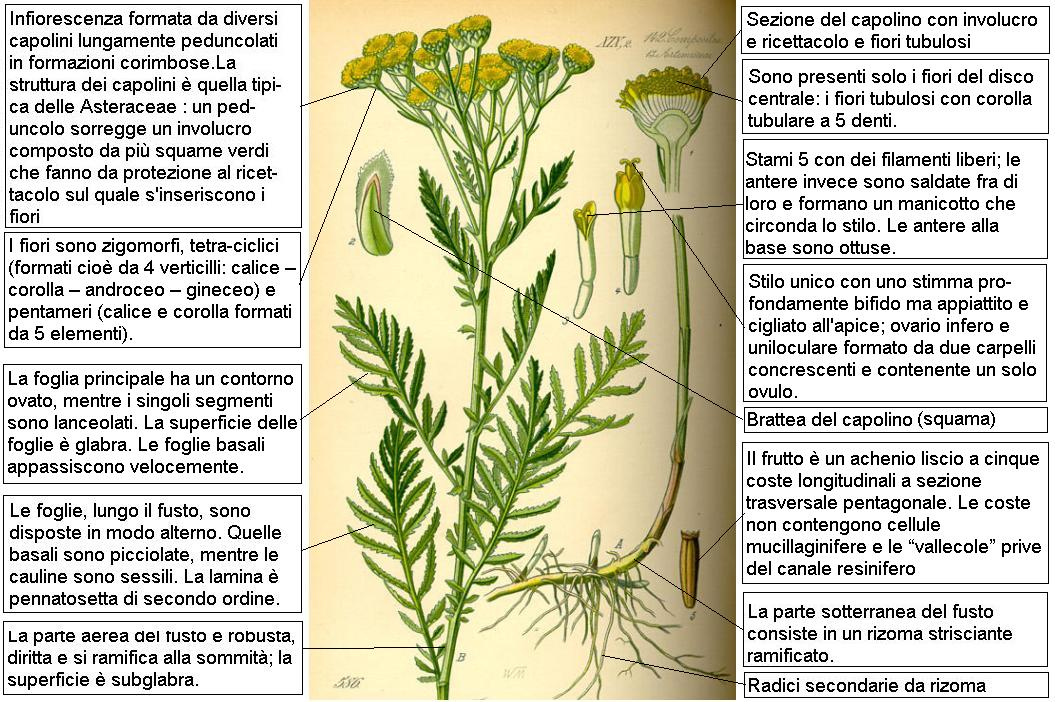
Descrizione delle parti della pianta

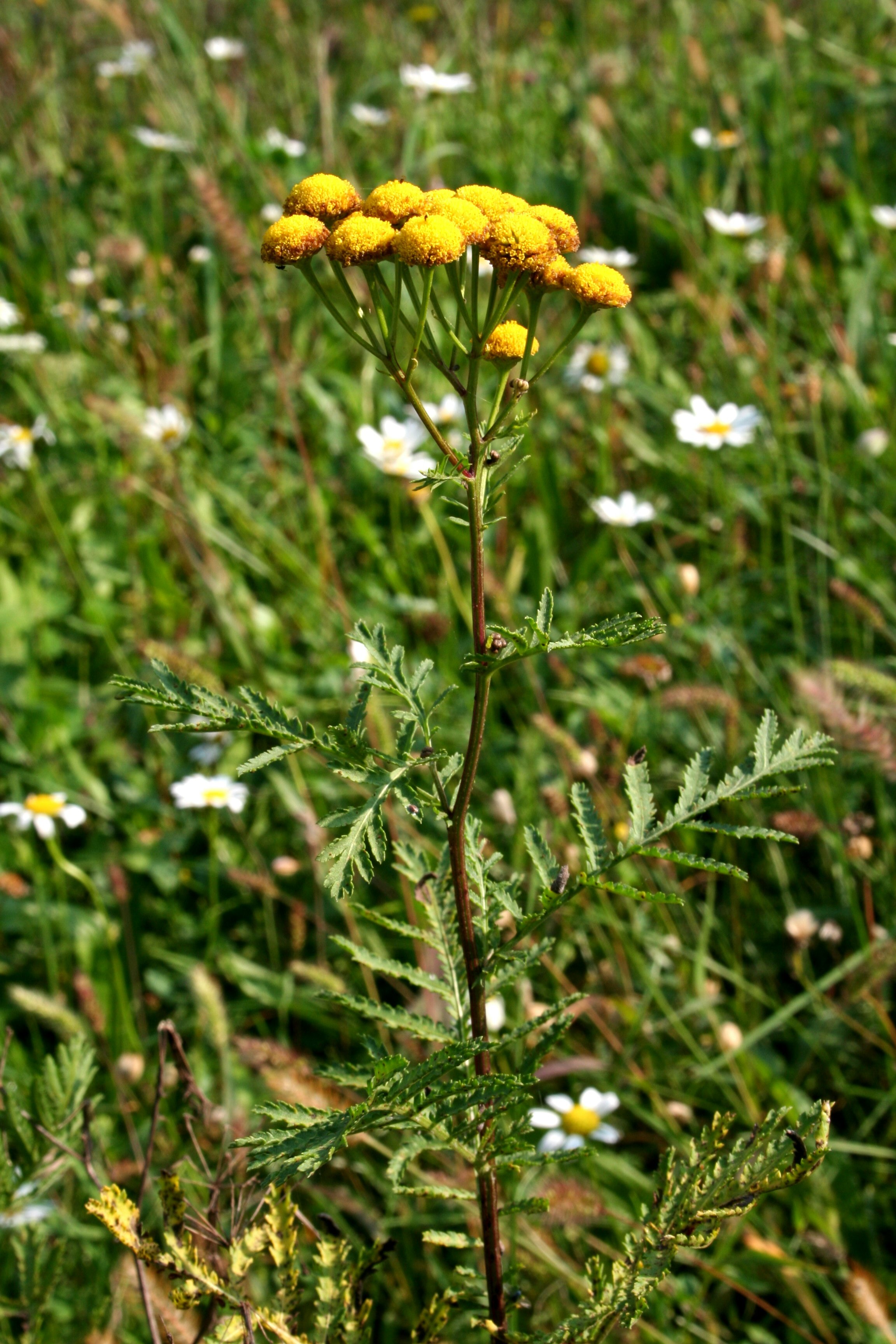
Il portamento

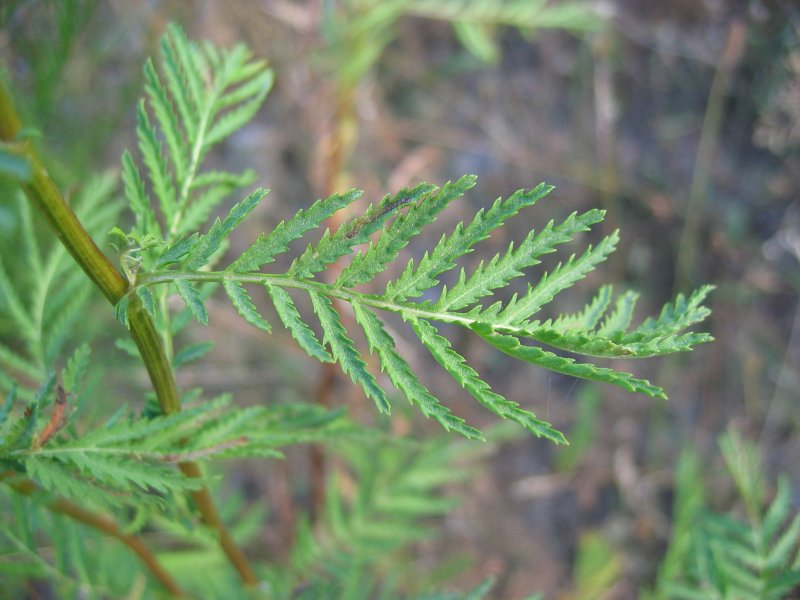
La foglia

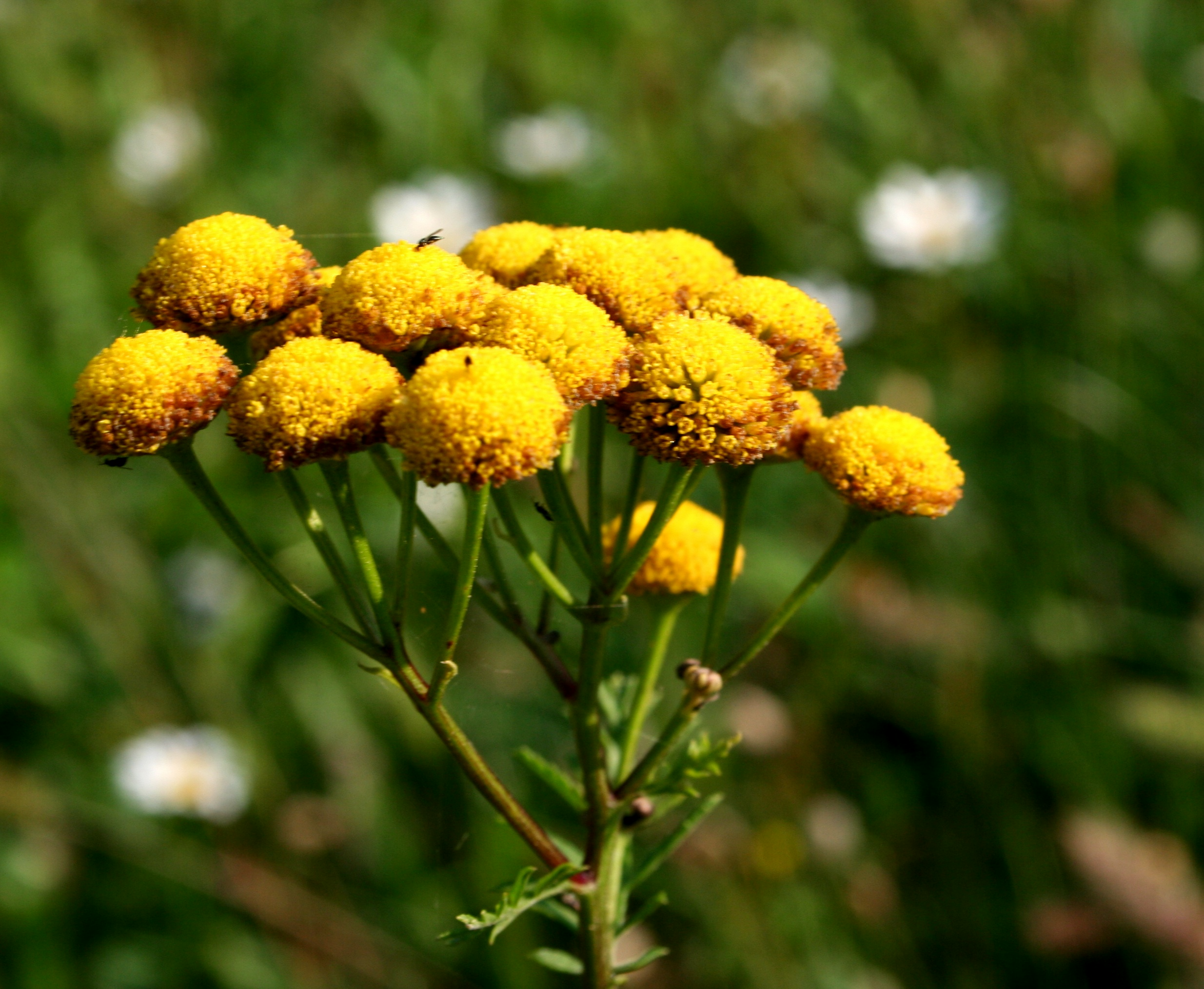
Infiorescenza

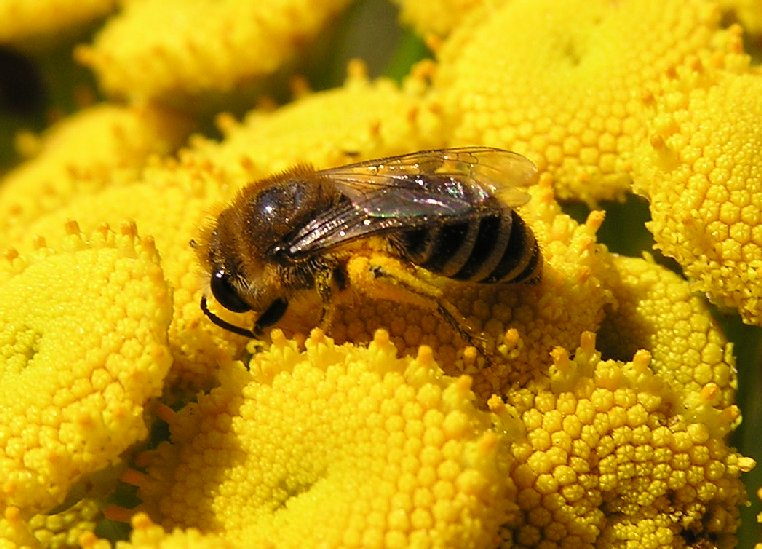
I capolini

Portamento. La specie di questa voce è una pianta erbacea perenne. La forma biologica prevalente è emicriptofita scaposa (H scap); ossia sono piante perennanti con gemme poste al livello del suolo con fusto allungato e mediamente foglioso. Il profumo dei fiori (non molto gradevole) è simile alla canfora con tracce di rosmarino. L'indumento può essere assente o formato da peli basifissi e/o medifissi talvolta stellati.
Radici. Le radici sono secondarie da rizoma. I rizomi sono striscianti.
Fusto.
- Parte ipogea: la parte sotterranea del fusto consiste in un rizoma strisciante ramificato.
- Parte epigea: la parte aerea del fusto è robusta, diritta e si ramifica alla sommità; la superficie, striata, è subglabra. L'altezza può variare da 30 a 150 cm.

Foglie. Le foglie, lungo il fusto, sono disposte in modo alterno. Quelle basali sono picciolate, mentre le cauline sono sessili. La lamina è pennatosetta di secondo ordine, ossia sono divise in circa sette-undici paia di segmenti che sono di nuovo divisi in lobi più piccoli con i bordi acutamente seghettati, dando alla foglia l'apparenza della felce. La foglia principale ha un contorno ovato, mentre i singoli segmenti sono lanceolati. La superficie delle foglie è glabra. Le foglie basali appassiscono velocemente. Lunghezza del picciolo: 5 – 15 mm. Dimensione della foglia principale: larghezza 5 – 8 cm; lunghezza 9 – 15 cm. Dimensione dei segmenti: larghezza 1 cm; lunghezza 4 – 5 cm
Infiorescenza. Le sinflorescenze comprendono 10 - 70 capolini raggruppati in corimbi più o meno densi. Le infiorescenze vere e proprie sono composte da un capolino terminale di tipo eterogamo disciforme. La struttura dei capolini è quella tipica delle Asteraceae: un peduncolo sorregge un involucro, con forme campanulate-emisferiche, composto da diverse brattee, al cui interno un ricettacolo fa da base ai fiori di due tipi: fiori del raggio (qui assenti) e fiori del disco. Le brattee, con forme oblunghe-lanceolate e una lieve crenatura dorsale, con margini scariosi di colore bruno, mentre all'apice sono arrotondate e sfrangiate, e diseguali fra di loro, sono disposte in modo più o meno embricato su più serie (da 2 a 5). Il ricettacolo, leggermente convesso (o quasi piano) e alveolato, è sprovvisto (nudo) di pagliette avvolgenti la base dei fiori. Dimensione dei capolini: larghezza 7 – 9 mm (massimo 12 mm); lunghezza 4 – 5 mm.
Fiori.  I fiori sono tetra-ciclici (formati cioè da 4 verticilli: calice – corolla – androceo – gineceo) e pentameri (calice e corolla formati da 5 elementi). Si distinguono in:
- fiori del raggio (esterni): sono assenti;
- fiori del disco (centrali): sono più numerosi con forme brevemente tubulose (attinomorfe); sono ermafroditi.

- Formula fiorale:

*/x K {\displaystyle \infty }, [C (5), A (5)], G 2 (infero), achenio
- Calice: i sepali del calice sono ridotti ad una coroncina di squame.

- Corolla: (solamente fiori del disco) la forma è tubulare bruscamente divaricata in 5 lobi; i lobi, patenti o eretti, hanno una forma deltata o più o meno lanceolata; il colore è giallo. Alla periferia la disposizione di questi fiori è lievemente raggiante con corolle a 3 denti, la cui forma ricorda quella di una spazzola.

- Androceo: l'androceo è formato da 5 stami (alternati ai lobi della corolla) sorretti da filamenti generalmente liberi; gli stami sono connati e formano un manicotto circondante lo stilo. Le antere alla base sono ottuse. Il tessuto dell'endotecio non è polarizzato. Il polline è sferico con un diametro medio di circa 25 micron;  è tricolporato (con tre aperture sia di tipo a fessura che tipo isodiametrica o poro) ed è echinato (con punte sporgenti).

- Gineceo: l'ovario è infero uniloculare formato da 2 carpelli. Lo stilo (il recettore del polline) è profondamente bifido (con due stigmi divergenti) e con le linee stigmatiche marginali separate o contigue. I due bracci dello stilo hanno una forma troncata e possono essere papillosi o ricoperti da ciuffi di peli.

- Antesi: da luglio a settembre.

Frutti. Il frutto è un achenio liscio a cinque coste longitudinali a sezione trasversale pentagonale. Le coste non contengono cellule mucillaginifere (come viceversa in altri generi vicini) e le “vallecole” (canali longitudinali interposti alle costolature) sono prive del canale resinifero. La parte apicale è troncata e si presenta con una corona dentata. Lunghezza dell'achenio: 2 mm. Lunghezza della corona apicale (pappo): 0,2 – 0,4 mm.

## Biologia
Impollinazione: tramite insetti (impollinazione entomogama tramite farfalle diurne e notturne).

Riproduzione: la fecondazione avviene fondamentalmente tramite l'impollinazione dei fiori.

Dispersione: i semi cadono a terra e vengono dispersi soprattutto da insetti come formiche (disseminazione mirmecoria). Un altro tipo di dispersione è zoocoria: gli uncini delle brattee dell'involucro (se presenti) si agganciano ai peli degli animali di passaggio che portano così i semi anche su lunghe distanze. Inoltre per merito del pappo (se presente) il vento può trasportare i semi anche per alcuni chilometri (disseminazione anemocora).

## Distribuzione e habitat
Geoelemento: il tipo corologico (area di origine) è  Eurasiatica. Questa specie probabilmente non è indigena dell'Europa.
Distribuzione: in Italia è una pianta comune su tutto il territorio (manca in qualche area del sud e in Sardegna – è presente in Sicilia). In Europa è ovunque presente, anche sui rilievi (escluse le Alpi Dinariche). Mentre in Asia è comune soprattutto nelle aree occidentali. Si trova anche nell'America del nord ma è naturalizzata.
Habitat: l'habitat tipico per questi fiori sono gli incolti e i pendii erbosi montani, i margini delle strade oppure lungo le sponde dei corsi d'acqua. 
Distribuzione altitudinale: sui rilievi alpini queste piante si possono trovare fino a 3000 m s.l.m..

## Sistematica
La famiglia di appartenenza di questa voce (Asteraceae o Compositae, nomen conservandum) probabilmente originaria del Sud America, è la più numerosa del mondo vegetale, comprende oltre 23.000 specie distribuite su 1.535 generi, oppure 22.750 specie e 1.530 generi secondo altre fonti (una delle checklist più aggiornata elenca fino a 1.679 generi). La famiglia attualmente (2021) è divisa in 16 sottofamiglie; la sottofamiglia Asteroideae è una di queste e rappresenta l'evoluzione più recente di tutta la famiglia.
Tradizionalmente all'interno della famiglia delle Asteraceae l'“erba amara selvatica” (come viene anche chiamata comunemente questa pianta) fa parte della sottofamiglia delle Tubiflore; sottofamiglia caratterizzata dall'avere capolini con fiori ligulati alla periferia e fiori tubulosi al centro, squame dell'involucro ben sviluppate e frutti con pappo.

### Filogenesi
Il gruppo di questa voce è descritto nella tribù Anthemideae, una delle 21 tribù della sottofamiglia Asteroideae). In base alle ultime ricerche nella tribù sono stati individuati (provvisoriamente) 4 principali lignaggi (o cladi): "Southern hemisphere grade", "Asian-southern African grade", "Eurasian grade" e "Mediterranean clade". Il genere Tanacetum (insieme alla sottotribù Anthemidinae) è incluso nel clade Eurasian grade. Nella struttura interna della sottotribù si individuano due cladi. Il genere di questa voce fa parte del clade comprendente i generi Archanthemis , Xylanthemum  e Gonospermum.
Nella "Flora d'Italia" di Sandro Pignatti le specie italiane di "Tanacetum" sono divise in due gruppi: (1) capolini con fiori ligulati bianchi e tubolosi gialli; (2) capolini con tubolosi gialli (quelli periferici sono un po' raggianti), mancano i fiori ligulati bianchi. La specie di questa voce appartiene al primo gruppo.
I caratteri distintivi della specie  T. vulgare sono:
- la lamina delle foglie è di tipo pennatosetta;
- la distanza tra le incisure dei segmenti fogliari è superiore al millimetro;
- i capolini formano dei fitti corimbi composti;
- l'involucro ha delle forme da emisferiche a campanulate.

Il numero cromosomico delle specie di questa voce è: 2n = 18.

### Sinonimi
Sono elencati alcuni sinonimi per questa entità:
- Chrysanthemum vulgare (L.) Bernh.
- Pyrethrum vulgare  (L.) Boiss.
- Tanacetum elatum  Salisb.

### Variabilità
Per questa specie sono riconosciute le seguenti sottospecie tutte presenti nella flora spontanea italiana.

#### Sottospecievulgare

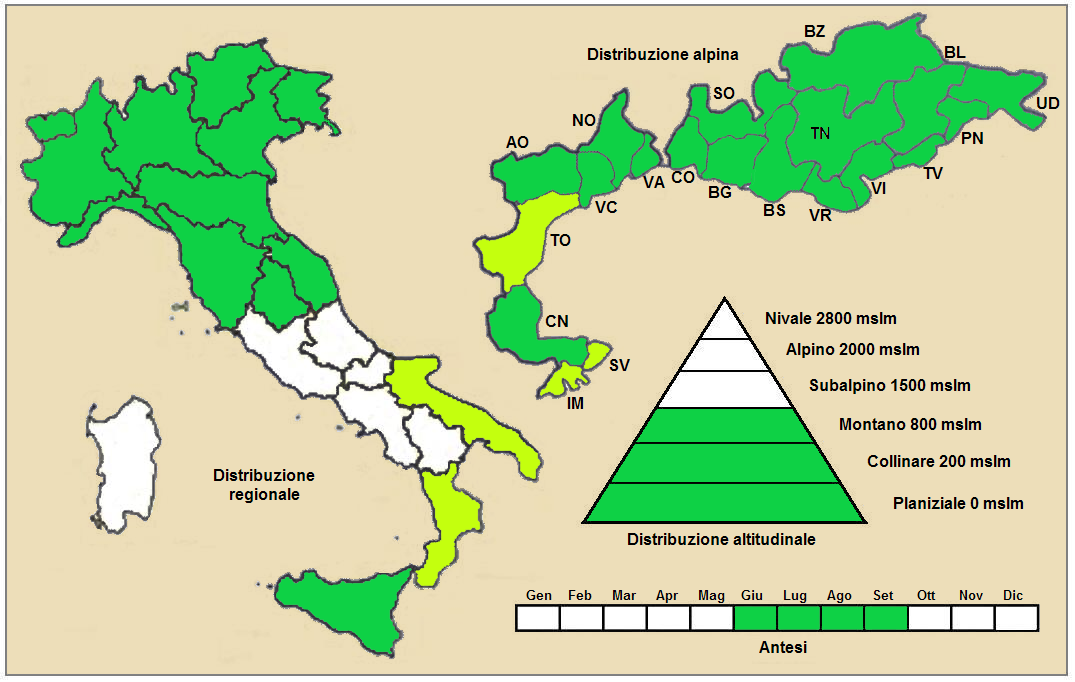
Distribuzione della pianta (Distribuzione regionale – Distribuzione alpina)

- Nome scientifico: Tanacetum vulgare subsp. vulgare.
- Descrizione: l'involucro è emisferico largo 7 - 9 mm e alto 5 mm;
- Corologia: il tipo corologico (area di origine) è  Eurasiatico.
- Distribuzione: in Italia è ovunque comune sia in pianura che nelle Alpi. Fuori dall'Italia, sempre nelle Alpi, questa specie si trova in Francia, Svizzera, Austria e Slovenia. Sugli altri rilievi collegati alle Alpi è presente nella Foresta Nera, Monti Vosgi, Massiccio del Giura, Massiccio Centrale, Pirenei, Monti Balcani e Carpazi.
- Habitat: l'habitat tipico sono gli incolti, le sponde e i bordi delle vie. Il substrato preferito è calcareo ma anche siliceo con pH neutro, medi valori nutrizionali del terreno che deve essere secco.
- Distribuzione altitudinale: si trova fino a 1600 metri. Nelle Alpi queste piante frequentano i seguenti piani vegetazionali: collinare e montano  (oltre a quello planiziale).
- Fitosociologia per l'areale alpino: dal punto di vista fitosociologico alpino la specie di questa voce appartiene alla seguente comunità vegetale:

Formazione: comunità perenni nitrofile
Classe: Artemisietea vulgaris
Ordine: Onopordetalia acanthii

#### Sottospeciesiculum
- Nome scientifico: Tanacetum vulgare subsp. siculum (Guss.) Raimondo & Spadaro, 2007.
- Nome comune: erba amara siciliana.
- Descrizione: altezza: 3 - 9 dm; tutta la pianta è più gracile; le foglie sono bipennate-partite; l'involucro è campanulato (4 - 5 x 6 mm); le brattee sono lanuginose e carenate.
- Corologia: il tipo corologico (area di origine) è  Endemico.
- Distribuzione: Sicilia.
- Habitat: ruderi, pietraie e pascoli.
- Distribuzione altitudinale: da 800 a 2800 metri.
- Fitosociologia: per l'areale completo italiano questa sottospecie appartiene alla seguente comunità vegetale:

Macrotipologia: vegetazione arbustiva
Classe: Cisto ladaniferi-Lavanduletea stoechadis Br.-Bl. in Br.-Bl., Molinier & Wagner, 1940
Ordine: Rumici-Astragaletalia siculi Pignatti & Nimis in E. Pignatti, Pignatti, Nimis & Avanzini, 1980
Alleanza: Rumici-Astragalion siculi Poli, 1965
Descrizione. L'alleanza Rumici-Astragalion siculi è relativa alle comunità orofile e camefitiche che si sviluppano su substrati vulcanici dell’Etna in un intervallo altimetrico che va dai 1400 ai 2900 metri. Distribuzione: l’alleanza è endemica dell’Etna. Queste cenosi pioniere hanno delle copertura tipicamente discontinue, spesso costituite da nuclei sparsi e isolati dominate da arbusti nani, spesso spinosi e con habitus pulvinato all’interno dei quali si stabiliscono alcune specie erbacee. Sono comunità paucispecifiche.
Specie presenti nell'associazione: Anthemis aetnensis, Astragalus siculus, Bellardiochloa aetnensis, Erysimum etnense, Rumex aetnensis, Senecio squalidus, Tanacetum vulgare subsp. siculum, Viola aethnensis, Robertia taraxacoides.

## Usi

### Farmacia
- Sostanze presenti: nei fiori sono presenti delle gomme e una sostanza amara chiamata “tanacetina”; nelle foglie invece sono presenti dei glucosidi, acido gallico, oli essenziali ricchi di canfora e eteri vari[20]. Contiene anche flavonoidi.
- Proprietà curative: Per molti anni il tanaceto è stato impiegato come erba medicinale. Un'usanza irlandese della metà dell'Ottocento suggerisce un bagno in una soluzione di tanaceto e sale come cura per i dolori articolari. Il tè amaro fatto con i fiori di T. vulgare è stato usato con efficacia per secoli come antielmintico (vermifugo). Biscotti al tanaceto erano serviti durante la Quaresima per prevenire i vermi intestinali, infatti si aveva l'errata credenza che il consumo di pesce durante questo periodo, provocasse l'insorgere dei vermi. È da notare che soltanto Tanacetum vulgare è impiegato nelle preparazioni mediche, ché tutte le altre specie di tanaceto sono tossiche, e un sovradosaggio può essere fatale. Nella medicina alternativa, le foglie essiccate di tanaceto sono usate per trattare l'emicrania, nevralgia e il reumatismo, e come un antielmintico, su prescrizione di un erborista competente per evitare una possibile tossicità.

In particolare a questa pianta vengono associate le seguenti proprietà : amare, toniche (rafforza l'organismo in generale), digestive, vermifughe (elimina i vermi intestinali), astringenti (limita la secrezione dei liquidi), febbrifughe (abbassa la temperatura corporea) e vulnerarie (guarisce le ferite).
Alcune ricerche mediche indicano che questa pianta ha una buona azione anticefalalgica
- Parti usate: le foglie raccolte prima della fioritura o i capolini prelevati a fine estate.

### Tossicità
È considerata pianta tossica a causa della presenza del tujone. Le foglie e i fiori sono velenosi se consumati in grande quantità. Il tujone (olio volatile, o terpene, componente principale di alcune resine) che si trova anche in alcune bevande alcoliche e nell'assenzio, ha vari effetti: afrodisiaco, aumento dell'attività cerebrale, allucinazioni, spasmi, convulsioni, ed anche morte.

Alcuni insetti sono diventati resistenti al tanaceto e vivono quasi esclusivamente su di esso.

### Cucina
Il tanaceto è utilizzato in Piemonte e nel Sud della Francia per la produzione del liquore di Arquebuse (o Alpestre), del vermut e per la produzione di caramelle all'Arquebuse. In Piemonte compare nell'elenco dei prodotti agroalimentari tradizionali approvati dal Consiglio Regionale. Il tanaceto può essere utilizzato come aromatizzante per frittate e insalate. Nella tradizione piemontese veniva utilizzato per la preparazione di tisane casalinghe amare per favorire la digestione. In Inghilterra, in particolare nelle regioni del Nord, veniva usato per aromatizzare i pudding, ma adesso è quasi sconosciuto. Nello Yorkshire, i semi di tanaceto e di carvi erano usati per tradizione nei biscotti serviti ai funerali.

### Giardinaggio
La coltivazione del “Tanaceto” va fatta in terreni leggeri, freschi e ben soleggiati. La semina si deve fare in primavera e il successivo trapianto va fatto con piantine già abbastanza vigorose. Il tanaceto è utilizzato anche come pianta ornamentale

### Industria
L'industria dalla varie parti di questa pianta ricava insetticidi, repellenti e coloranti (il colore verde dai giovani germogli e il colore giallo dai fiori). 

### Altri usi
In Inghilterra rami di tanaceto erano tradizionalmente posti alla finestra per tenere alla larga le mosche. Rametti erano messi tra le lenzuola e la biancheria per scacciare gli insetti. Il tanaceto era anche utilizzato nei giardini e nelle case di Melbourne per tener lontane le formiche.